# Glenea fortii
Glenea fortii é uma espécie de escaravelho da família Cerambycidae.